# Isabella Colbran
Isabella Colbran, španska operna pevka, sopranistka, * 2. februar 1785, Madrid, Španija, † 7. oktober 1845, Castenaso pri Bologni, Italija.

## Življenje
Isabella Colbran je bila ena najpomembnejših pevk svojega časa. Uveljavila se je z nastopi v neapeljskem gledališču San Carlo, kjer je navdušila samega kralja in kjer se je srečala z Rossinijem. Ta je zanjo napisal veliko opernih vlog, v katerih je blestela:
- Elizabeta(Elizabeta, angleška kraljica)
- Desdemona (Otello)
- Armida (Armida)
- Zoraide (Ricciardo in Zoraida)
- Ermione (Ermione)
- Elena (Gospa z jezera)
- Anna (Maometto II)
- Zelmira (Zelmira)
- Semiramida (Semiramida)

Sodelovanje s skladateljem je preraslo v ljubezen. Tako sta se leta 1822 poročila, po 15-letih zakona pa sta se razšla. Kljub temu ji je posvečal pozornost do njene smrti.